# Dennis Lock
Dennis Lock (født 17. maj 2002 i Kolding) er en cykelrytter fra Danmark, som er på kontrakt hos General Store-Essegibi-F.lli Curia. 

## Karriere
Som ti-årig begyndte Dennis Lock i 2012 at cykle hos Kolding Bicycle Club. Her var han indtil 2018, da han i 2019 kørte én sæson for Give Cykelklub. Derfra gik turen til talentholdet Team Mascot Workwear, hvor Lock skulle køre sit sidste år som juniorrytter. 
I 2021 debuterede Dennis Lock i den danske A-klassen. Det skete hos det nyetablerede DCU-team Team Sparekassen Vendsyssel Aalborg, hvor han havde underskrevet en ét-årig kontrakt. Den blev i slutningen af året forlænget så den også var gældende for 2022. Ved kontraktforlængelsen blev han af sin sportsdirektør betegnet som “en af de største bjergtalenter i Danmark”.
Den 1. august 2022 blev det offentliggjort at Dennis Lock med øjeblikkelig virkning skiftede til det italienske kontinentalhold Team Carnovali Rime Sias fra Brescia.